# 雅各布·罗森菲尔德

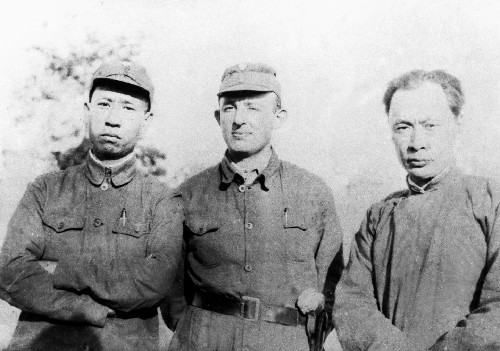
罗生特（中）、刘少奇（左）和陈毅（右）的合影

雅各布·罗森菲尔德（德語：Jakob Rosenfeld，1903年1月11日—1952年4月22日，中文名：罗生特），猶太人医生，出生於奥匈帝国倫堡，中国共产党特别党员。

## 生平

### 早年生活
1903年生于奥匈帝国倫堡（今属乌克兰）的犹太裔家庭。
他1923年入维也纳大学医学院，1928年毕业，获医学士学位。专攻泌尿科和妇科。早年加入奥地利社会民主工人党。在1938年，纳粹德国吞并奥地利后，被关押在德国布痕瓦特集中营，满口牙被打掉、肾脏被打伤尿血、肋骨被打断。

### 来到中国
因奥地利犹太人开始遭到迫害，1939年中華民國驻维也纳領事何凤山发放了罗生特“生命签证”，得以逃离奥地利流亡到上海，并在上海租界开设了诊所，因医术高超而小有名气。
在上海期间，罗生特认识了波兰犹太记者汉斯·希伯，与正在上海进行秘密活动的新四军军医处处长沈其震结识，决定参加共产党领导的新四军。1941年3月中旬，罗生特离开上海，由中共地下交通护送，装扮成传教士，带着医疗器械来到了当时新四军驻地盐城，担任新四军卫生部顾问。为防止其家人继续遭受迫害，沈其震出主意，把他的名字雅各布·罗森菲尔德改为罗生特。1942年春，罗生特向中国共产党提出入党申请。陈毅军长知道后，爽快地自愿为罗生特作入党介绍人，并帮助罗生特积极进步。1943年春，新四军军部驻盱眙黄花塘时，经陈毅和钱俊瑞介绍，经上级党组织同意，罗生特作为特别党员加入中国共产党。
罗生特在新四军中被誉为“大鼻子神医”，经他救治过的共产党高级将领包括罗荣桓、万毅、曾炳华、滨海军区政委符竹庭、滨海军区政治部主任刘兴元等，此外他还为罗荣桓的夫人林月琴作过终止妊娠的手术，陈毅之子陈昊苏也是罗生特接生出世的。1943年5月，在苏北新四军第四师驻地半城为罗荣桓诊断尿血病因并治疗。1943年9月，罗荣桓病情再次反复。山东军区向新四军军部发电邀请罗生特到山东为罗荣桓诊治。陈毅通过四师师长彭雪枫征求罗生特的意见，原准备去延安的罗生特接受了任务。新四军派出二师的医生李磊、夏汀、蔡和以及翻译方政、警卫员李光随同罗生特前往。罗生特一行在新四军一个营的部队护送下，于9月7日由淮北大马庄启程马不停蹄地穿过日伪军的重重封锁线，于9月下旬在八路军滨海军区四团一个营兵力迎接下，顺利到达山东军区司令部驻地滨海区临沭县东盘附近。任八路军山东军区卫生部顾问，为罗荣桓治疗。受根据地医疗设备的限制，罗荣桓的病因一直没有找到。为彻底查清病因，罗生特建议罗荣桓到上海治病。1944年2月，经电报请示中共中央同意后，罗生特陪同罗荣桓、林月琴经过新四军三师驻地阜宁准备转赴上海秘密治疗。毛泽东对罗荣桓的病情十分关注。罗荣桓在新四军三师师长黄克诚处，看到了毛泽东发来的电报，要罗荣桓充分考虑赴上海治病的安全问题。最终，罗荣桓没有前往上海，于3月初和罗生特、林月琴一起由阜宁返回山东军区驻地莒南县洙边。
抗日战争胜利后，1945年10月24日罗生特随罗荣桓赴东北工作，担任东北民主联军总部卫生顾问、随罗荣桓到过朝鲜平壤和大连治病。1946年7月随罗荣桓从满洲里入境苏联做肾癌手术，罗生特未被允许入境。1947年2月任东北野战军第一纵队卫生部长后，连夜赶到驻在长春岭的纵队第二野战手术所给“三下江南”作战的伤员做手术。

### 离开中国
1949年，新中国成立前，罗生特决定返回阔别10年的祖国。刘少奇在天津接见了罗生特，赞扬和感谢他在抗日战争和解放战争中为中国革命做出的贡献，并回忆说：“当年在盐城欢迎你，那时在抗日战争最艰难的敌后；今天在天津欢迎你，我们已取得了革命的胜利，要建设我们的新中国。这中间有你很大的功劳！”刘少奇一再称赞罗生特同志的国际主义精神。罗荣桓希望他再多住些日子，并带着他参观北京、天津的名胜古迹，而且安排他在北平协和医院给他进行了全面的身体检查，检查结果发现他患有高血压、冠心病和主动脉硬化性心脏病并有陈旧性心肌梗塞。罗荣桓还将自己使用多年的怀表，刻上“罗生特留念 罗荣桓赠”送给了罗生特。罗荣桓政委夫妇在罗生特离开天津南下的时候，还亲自到火车站给他送行。在上海，陈毅市长及新四军时的战友崔义田（时任上海市卫生局长）、吴之理（时任东北军区卫生部副部长）、宫乃泉（沈阳军区卫生部部长）等人热情地接待了罗生特。在欢送宴会上，陈毅市长将野战军、第四野战军和上海市人民政府的中德文对照荣誉证书颁发给他。罗生特豪情满怀地说：“我一定要争取作为奥地利驻中国的首任大使回到中国来！到时候我一定会为中国提供世界上最先进的医疗设备，为中国人民的健康做出贡献！”临行前陈毅亲自为他设宴饯行。穿着陈毅市长为他定做的西装，手中提着一箱子日记、写作采访资料和新四军、八路军军装登上回欧洲的客船。11月底，罗生特回到奥地利，与在英国定居的妹妹重逢，并得知母亲已惨死于纳粹集中营。罗生特找工作处处碰壁，疾病缠身得不到治疗，生活陷入困境。罗生特并不知道时任中国驻民主德国大使姬鹏飞、政务参赞王雨田就是他在新四军、八路军的老战友吉洛、黄农。

### 逝世
1951年8月，罗生特前往以色列看望定居在那里的弟弟，第二年4月因心肌梗塞在以色列去世。

### 著作
抗战时期著有《奥地利—中国》一书。

## 纪念
1990年8月4日，中国外交部发函给中国驻奥地利及中国驻英国大使馆，要求他们了解罗生特回奥以后的情况，并征集罗生特生前遗物。1990年9月28日，全国人大常委会委员、罗荣桓元帅夫人林月琴与黄农的遗孀张惠新（新四军、八路军卫生系统的老战士）商定，两人与谷牧、万毅、梁必业、苏静、谷广善、沈其震、吴之理一起联名向中央军委写信建议：在1993年罗生特诞辰90周年之际，举行纪念活动，出版《罗生特传》和《纪念罗生特》文集。
在林月琴鼎力支持下，纪念罗生特的活动取得实质进展。山东省为这次纪念活动下拨了专款。莒南县医院更名为“罗生特医院”；新建了病房楼和罗生特资料陈列室；医院前立起了一座罗生特雕塑。1992年10月5日，纪念罗生特大会在山东莒南县召开，时任山东省副省长宋法棠和奥地利联邦议会常务副议长施图岑贝格为罗生特塑像揭幕。山东省人民政府、中国人民对外友好协会、奥地利联邦议会代表团和罗生特的侄女分别敬献花篮，与会各界代表五六百人。10月8日，国家主席杨尚昆接见了参加纪念活动的奥地利联邦议会代表团。中国人民对外友好协会还举办了座谈会、展览会等活动。此后，中国人民对外友好协会曾经几次接待时任奥地利奥中友协副会长、罗生特研究专家卡明斯基访华。
林月琴请写《罗荣桓传》的黄瑶执笔，由张惠新口述并提供资料，1992年末《一个大写的人——罗生特在中国》出版。1995年卡明斯基所著的《罗生特传》在中国出版。1997年，张惠新与黄瑶合著的《罗生特的故事》出版。2003年，由中国对外友协主办，在中国国家博物馆举办了为期一个月的“伟大的奥地利国际主义战士罗生特生平展”，同时举行了卡明斯基所著《中国的大时代——罗生特在华手记》中文版的发行仪式。
罗生特曾经工作过的山东省莒南县原八路军山东军区旧址和哈尔滨犹太新会堂前树立有他的塑像，在莒南县和奥地利各有一所以他名字命名的医院。
2022年9月9日，在常州举办的中以创新合作周闭幕式上，院线电影《罗生特》宣布正式启动。

## 拓展阅读
- 《中国的大时代——罗生特在华手记》（奥）卡明斯基 主编；杜文棠 译；中国社会科学出版社；2003年